# Paratylotropidia morsei
Paratylotropidia morsei is een rechtvleugelig insect uit de familie veldsprinkhanen (Acrididae). De wetenschappelijke naam van deze soort is voor het eerst geldig gepubliceerd in 1943 door Rehn & Rehn.